# 大邱上仁洞氣爆事故
大邱上仁洞氣爆事故是發生在1995年4月28日上午7時52分，位於韓國大邱達西區的燃氣爆炸。

## 事故概況
在事故發生時，大邱地鐵都市鐵道1號線的施工工程正在進行當中。在達西區上仁1洞上仁十字路口，地鐵1號線第2施工區南側，附近的大邱百貨上仁店新建工地在進行灌漿及鑽孔作業時，破壞了市區的氣體燃料輸送管，瓦斯洩漏進入地鐵1號線工地，後來發生爆炸，火柱高達50米。事故中，有102人死亡，202人受傷，當中包括事故現場附近的嶺南中學師生43人。此外還造成工地上方約四百公尺範圍的鋼板崩塌，346座建築以及152輛汽車損毀，損失金額達540億韓元。

## 後續
勞動部成立了專門的安全檢查小組，落實了一系列安全措施，例如提前建造地下物質測繪系統、在道路挖掘和入駐前強制與燃氣公司進行預先協商、強制攜帶燃氣探測器以檢測燃氣洩漏等。
受此事件影響，大邱百貨於1999年將新建的店舖出售給樂天購物。2004年2月，該店鋪以樂天百貨名義重新開幕。
當局的安全管理措施受到批評，政府和公眾對改善緊急救援系統和整合救援體系的呼聲也日益高漲。當局也建立了以修訂《城市燃氣事業法》等相關法律為重點的因應機制。
事故中英勇志願者包括救出121號公車乘客的林海南、救出公車司機的金基雄、救出私人計程車乘客的孫正午以及徐智勳等，受到了表揚。
大邱市達西區鶴山公園月成洞設有一座紀念碑，紀念大邱上仁洞氣爆事故慘劇的罹難者。最後一次正式的追思會於2005年4月28日，即事故十週年之際舉行，約500名罹難者家屬和市民參加儀式，為罹難者祈福。

## 外部連結
- 대구 상인동 가스 폭발사고 - 나무위키
- 대구 상인동 가스폭발 ﹝Youtube 新聞片段﹞